# Pholadicola intestinalis
Pholadicola intestinalis is een eenoogkreeftjessoort uit de familie van de Clausidiidae. De wetenschappelijke naam van de soort is voor het eerst geldig gepubliceerd in 1992 door Ho & Wardle.